# دان ألدرسون
دان ألدرسون (بالإنجليزية: Dan Alderson)‏ هو كاتب خيال علمي أمريكي، ولد في 31 أكتوبر 1941، وتوفي في 17 مايو 1989 بسبب السكري.